# フランチェスコ・マリーア2世・デッラ・ローヴェレ
フランチェスコ・マリーア2世・デッラ・ローヴェレ（Francesco Maria II della Rovere, 1549年2月20日 - 1631年4月23日）は、イタリアのコンドッティエーレ、ウルビーノ公（在位：1574年 - 1631年）。

## 生涯
グイドバルド2世・デッラ・ローヴェレの子としてペーザロで生まれた。
1570年、フェラーラ公エルコレ2世の子ルクレツィア・デステ（1535年 - 1598年）と結婚。彼女との間に子供のないまま1598年に死別し、1599年にリヴィア・デッラ・ローヴェレ（1583年 - 1641年）と再婚。彼女との間に長男フェデリーコ・ウバルド・デッラ・ローヴェレをもうけた。
しかし、フェデリーコは妻クラウディア・デ・メディチとの間に一女ヴィットーリアを残して1623年に若死にした。男子の後継者のいなくなったデッラ・ローヴェレ家は、フランチェスコ・マリーア2世の死後ヴィットーリアを相続人に指定していたが、教皇領にされた。